# Arthur Altenberg
Arthur Altenberg (Königsberg, 1862. augusztus 15. – Klaipėda, 1926. március 26.) német politikus.

## Élete
Igazságügyi pályafutását szülővárosában kezdte, majd 1891-ben fizetett városi tanácsos, valamint városi pénztáros lett Memelben (ma: Klaipėda, Litvánia). 1894 és 1918 közt Memel első polgármestere volt, valamint a porosz felsőházban is képviselte a várost. 1920. február 7. és 1921. május 15. közt a Memel-vidék államelnöke volt. Politikából való visszavonulása után az üzleti életben tevékenykedett, a Memeler Waggonfabrik igazgatója és a Memeler Zellulose AG felügyelőbizottságának elnöke volt.

## Fordítás
- Ez a szócikk részben vagy egészben  az   Arthur Altenberg című német Wikipédia-szócikk ezen változatának fordításán alapul.  Az eredeti cikk szerkesztőit annak laptörténete sorolja fel. Ez a jelzés csupán a megfogalmazás eredetét és a szerzői jogokat jelzi, nem szolgál a cikkben szereplő információk forrásmegjelöléseként.